# Symfonia wieków
Symfonia wieków (tytuł oryg. Symphony of Ages) – amerykański cykl książek fantasy, napisanych przez Elizabeth Haydon. W Polsce ukazało się sześć tomów w tłumaczeniu Anny Reszki w latach 2000-2006 nakładem wydawnictwa Mag, w ramach serii wydawniczej Andrzej Sapkowski przedstawia.

## Odbiór
Pierwszy tom był nominowany do Nagrody Locusa w kategorii najlepszy debiut oraz najlepsza powieść fantasy. W tym samym roku zdobył także nominacje do Nagrody Williama L. Crawforda, zajmując drugie miejsce. 
W 2001 drugi tom, Proroctwo: Dziecko Ziemi, zdobyło nominację do Nagrody Locusa w kategorii powieść fantasy oraz do SF Site Readers Poll w kategorii powieść SF/fantasy, zdobywając szóste miejsce.
Cykl pojawił się w Rękopisie znalezionym w Smoczej Jaskini jako część kanonu literatury fantastycznej według Andrzeja Sapkowskiego.

## Ekranizacja
Pojawiły się doniesienia o wykupieniu prawa do ekranizacji Symfonii Wieków przez 20th Century Animation, jednak od 2018 nie pojawiły się nowe informacje na ten temat.

## Inspiracje
Wyspa pojawiająca się w cyklu The Lost Island of Serendair została zainspirowana Nową Zelandią. Inspiracją dla lasu Gwynwood były rejony Niemiec i Szwajcarii, a królestwo Ylorc powstało na bazie tuneli i jaskiń w Kapadocji. Hintervold bazuje na topografii Alaski oraz Norwegii.

## Książki w cyklu
W skład cyklu wchodzą:
- Rapsodia: Dziecko Krwi (1999; polskie wydanie 2000)
- Proroctwo: Dziecko Ziemi (2000; 2001)
- Przeznaczenie: Dziecko Nieba (2001; 2002)
- Requiem za słońce (2002; 2003)
- Elegia na utraconą gwiazdę (2004; 2006)
- The Assassin King (2009)
- The Merchant Emperor (2014)
- The Hollow Queen (2015)
- The Weaver's Lament (2016)